# فهرست تورهای کنسرت ویکس
گروه ویکس تا کنون کنسرت‌هایی را تحت عنوان فانتزیِ زنده‌ی ویکس داشته که اولین آن‌ها در سال ۲۰۱۴ با نام هِکس ساین، بعدی در سال ۲۰۱۵ با نام یوتوپیا، بعدی در سال ۲۰۱۶ با نام الیسیوم و بعد از آن در سال ۲۰۱۷ با نام دِی‌دریم بوده‌است. آن‌ها همچنین چهار شوکیس داشتند که معروف‌ترین آن‌ها مربوط به شروع به کار آن‌ها با نام شوکیس جهانی کهکشان راه شیری است. آن‌ها همچنین تا کنون دو فن میتینگ داشته‌اند.

## شوکیس جهانی کهکشان راه شیری
شوکیس جهانی کهکشان راه شیری، شوکیسی به مناسبت شروع به کار گروه ویکس می‌باشد که از ۲۰ اکتبر تا ۱۷ نوامبر در کوالا لامپور، اوساکا، توکیو، استکهلم، میلان، دالاس، لوس آنجلس و سئول برگزار شد.

### تاریخچه
این تور رسماً در تاریخ ۲۳ اوت ۲۰۱۳ توسط فن کافهٔ ویکس اعلام و معرفی شد. ویکس همچنین این تور خود را با انتشار ویدئویی در یوتیوب اعلام کرد. عنوان تور «راه شیری» است که به استارلایت‌های سرتاسر جهان برمیگردد که در واقع این راه شیری را می‌سازند. این تور به مدت دو ماه در اکتبر و نوامبر طول کشید.

### لیست اجراها
این لیست براساس آخرین کنسرت در سئول که در ۱۷ نوامبر ۲۰۱۳ بود می‌باشد.
اصلی
1. "دوباره و دوباره"
2. "تاریکی رو روشن کن"
3. "هاید"
4. "فقط تو"
5. "به نامِ عشق" (سولوی کن)
6. هونگ بین و هیوک (استیج مشترک)
7. "껄렁껄렁" (سولوی راوی)
8. "لطفاً" (کاور از آهنگ لی سو را) (سولوی لئو)
9. "سنگسارشده‌ی عشق" (استیج رقص سولوی ان)
10. "افسون" (پیش‌نمایش)
11. "من یه مرد دارم + خیلی جذاب + ۲۴ ساعت" (استیج رقص ویژه)
12. "نامه‌ی عشق"
13. "ابر قهرمان"
14. "بدنتو تکون بده"

انکور
1. "هاید" (نسخه ریمیکس)
2. "توی فوق‌العاده"

### تاریخ تورها
| تاریخ          | شهر         | کشور         | محل برگزاری                |
| -------------- | ----------- | ------------ | -------------------------- |
| ۲۰ اکتبر ۲۰۱۳  | کوالالامپور | مالزی        | مرکزِ مجمعِ اِچ‌جی‌اِچ           |
| ۲۳ اکتبر ۲۰۱۳  | اوزاکا      | ژاپن         | مرکزِ مجمعِ بین‌المللیِ اوساکا |
| ۲۵ اکتبر ۲۰۱۳  | توکیو       | ژاپن         | پلازای ناکانو سان          |
| ۲ نوامبر ۲۰۱۳  | استکهلم     | سوئد         | اسکارستاترن                |
| ۳ نوامبر ۲۰۱۳  | میلان       | ایتالیا      | لایو کلاب میلان            |
| ۸ نوامبر ۲۰۱۳  | دالاس       | ایالات متحده | تئاتر وِریزون               |
| ۱۰ نوامبر ۲۰۱۳ | لس آنجلس    | ایالات متحده | کلاب نوکیا                 |
| ۱۷ نوامبر ۲۰۱۳ | سئول        | کره جنوبی    | ورزشگاهِ ژیمناستیکِ المپیک   |

### رسانه
پخش تلویزیونی
| تاریخ          | کشور      | شبکه          | کنسرت                                                 |
| -------------- | --------- | ------------- | ----------------------------------------------------- |
| ۲۰ نوامبر ۲۰۱۳ | کره جنوبی | اِس‌بی‌اِس اِم‌تی‌وی | شوکیس جهانی ۲۰۱۳ ویکس "کهکشانِ راه شیری نهایی در سئول" |

## فانتزیِ زنده‌ی ویکس - هِکس ساین
این کنسرت، اولین کنسرت جهانی گروه ویکس بود. این تور توسط جلی‌فیش با سه کنسرت اول در سئول از ۱۸ تا ۲۰ جولای برگزار شد.

### تاریخچه
در ۳۰ می اعلام شد که ویکس کنسرتی در ۱۹ و ۲۰ جولای در سئول خواهد داشت که بعد از آن این کنسرت در ژاپن و دیگر مکان‌های دنیا هم برگزار خواهد شد.
کمپانی جلی‌فیش اعلام کرد: «ویکس در این مدت سخت برای این کنسرت تلاش کرد تا بتواند جنبه‌های مختلفی از خود را به طرفداران نشان دهد. ویکس که همیشه با کانسپت‌هایش خاص بوده، کنسرتی را به مدت ۱۵۰ دقیقه برگزار کرد تا به عنوان فانتزی در ذهن طرفداران باقی بماند.»
تمام بلیت‌های این کنسرت در ۹ دقیقه فروخته شد و همین باعث شد روز دیگری به روزهای کنسرت اضافه شود که بلیت‌های روز ۱۸ جولای هم در ۱۰ دقیقه فروخته شد. شروع فروش بلیت‌ها از ساعت ۸ شب به وقت کره در روز ۹ ژوئن بود که اعلام شد سایت مملوء از طرفدارانی شد که برای خرید ۷۰۰۰ بلیت آمدند و نهایتاً تمام بلیت‌ها در ۹ دقیقه به پایان رسید.

### لیست اجراها
این لیست بر اساس دو روز ۱۸ و ۱۹ ژوئیه ۲۰۱۴ در سئول می‌باشد.
اصلی
1. "عروسکِ افسون‌شده"
2. "شبِ مخفی"
3. "هاید"
4. "قاتلِ زیبا"
5. "آشوب"
6. "ب.د.ن"
7. "فقط تو"
8. "عشق، لالالا"
9. "در یک شبِ سرد" (لئو و کن)
10. "خاطره" {راوی و هیوک}
11. "سمی" (استیج رقص ان و هونگ بین)
12. "تاریکی رو روشن کن"
13. "یک روز"
14. "نامه‌ی عشق"
15. "استارلایت"
16. "تو تو تو تو تو"
17. "از این به بعد، تو مالِ منی"
18. "بدنتو تکون بده"
19. "ممنون که به دنیا اومدی"

انکور
1. "ابرقهرمان"
2. "توی فوق‌العاده"

انکور ۲
1. "دوباره و دوباره"
2. "ابدیت

### تاریخ تورها
| تاریخ           | شهر     | کشور      | محل برگزاری           | افراد حاضر |
| --------------- | ------- | --------- | --------------------- | ---------- |
| ۱۸ ژوئیه ۲۰۱۴   | سئول    | کره جنوبی | سالنِ المپیکِ سئول      | ۱۱,۰۰۰     |
| ۱۹ جولای ۲۰۱۴   | سئول    | کره جنوبی | سالنِ المپیکِ سئول      | ۱۱,۰۰۰     |
| ۲۰ ژوئیه ۲۰۱۴   | سئول    | کره جنوبی | سالنِ المپیکِ سئول      | ۱۱,۰۰۰     |
| ۲۱ اوت ۲۰۱۴     | اوزاکا  | ژاپن      | تئاترِ اوریکس          | ۷,۵۰۰      |
| ۲۳ اوت ۲۰۱۴     | توکیو   | ژاپن      | تالارِ بین‌المللیِ توکیو | ۷,۵۰۰      |
| ۱۲ سپتامبر ۲۰۱۴ | بوداپست | مجارستان  |                       |            |
| ۱۴ سپتامبر ۲۰۱۴ | ورشو    | لهستان    | محلِ موسیقیِ پیشرفت     |            |

## تور ایالات متحده آمریکا
تورِ ویکس در ایالات متحده با عنوان "سرودِ موسیقی تقدیم می‌کند: ویکس" توری بود که در ۲۲ نوامبر و ۲۳ نوامبر در شیکاگو و نیویورک برگزار شد.

## فانتزیِ زنده‌ی ویکس - یوتوپیا
فانتزیِ زنده‌ی ویکس - یوتوپیا دومین کنسرت ویکس می‌باشد که در ۲۸ و ۲۹ مارس در سئول برگزار شد.

### لیست اجراها
اصلی

1. پرولوگ: بچه‌ی گم‌شده
2. شروع: نمایشِ سیاه
3. "دوباره و دوباره"
4. "عروسکِ افسون‌شده"
5. "تاریکی رو روشن کن"
6. "شبِ مخفی"
7. اجرای میانی: جراحی
8. "شبیه‌سازی" (سولوی رقص هونگ بین)
9. "روح" (سولوی راوی)
10. "پس از تاریکی"
11. "جوانیِ دردناک"
12. "بهم بگو"
13. وی سی آر
14. "تو رو مالِ خودم صدا می‌کنم" (خواننده اصلی: جِف بِرنت) (سولوی هیوک)
15. "غلتیدن در اعماق" (خواننده اصلی: ادل) (سولوی کن)
16. "آشوب"
17. "ماشینِ زمان"
18. "بدنتو تکون بده"
19. "نامه‌ی عشق"
20. "یک روزی"
21. "پایانِ غمگین"
22. اجرای میانی: مادر
23. "حرف‌هایی برای گفتن"(سولوی لئو)
24. "خودگسستگی" (رقص سولوی ان)
25. "هاید"
26. "قاتلِ زیبا"
27. "ابدیت"
28. ویدیوی پایانی: پایانِ دنیا
29. "خطا"

انکور
1. "استارلایت"
2. "معادله‌ی عشق"
3. "از الان به بعد، تو مالِ منی"
4. "توی فوق‌العاده"

### تاریخ تورها
| تاریخ        | شهر      | کشور      | محل برگزاری                    |
| ------------ | -------- | --------- | ------------------------------ |
| ۲۸ مارس ۲۰۱۵ | سئول     | کره جنوبی | سالنِ ژیمناستیکِ المپیک          |
| ۲۹ مارس ۲۰۱۵ | سئول     | کره جنوبی | سالنِ ژیمناستیکِ المپیک          |
| ۹ مارس ۲۰۱۵  | یوکوهاما | ژاپن      | سالنِ یوکوهاما                  |
| ۱۲ مارس ۲۰۱۵ | کوبه     | ژاپن      | سالن یادبود جهانی کوبه         |
| ۲ مارس ۲۰۱۵  | مانیل    | فیلیپین   | بازار آسیا آرنا                |
| ۲۹ مارس ۲۰۱۵ | سنگاپور  | سنگاپور   | پاویلیونِ مکس، نمایشگاهِ سنگاپور |

### دی وی دی
در روز ۱ اکتبر ۲۰۱۵، ضبطی از این کنسرت در سئول با زیرنویس‌های کره‌ای، انگلیسی و چینی منتشر شد.
- پرولوگ: بچه‌ی گم‌شده
- شروع: نمایشِ سیاه
- 다칠 준비가 돼 있어
- 저주인형 (عروسکِ افسون‌شده)
- 어둠 속을 밝혀줘 (تاریکی رو روشن کن)
- شبِ مخفی
- اجرای میانی: جراحی
- شبیه‌سازی (هونگ بین)
- روح (راوی)
- پس از تاریکی
- 청춘이 아파 (جوانیِ دردناک)
- بهم بگو
- ویدیوی میانی: احساس
- آشوب
- ماشینِ زمان
- بدنتو تکون بده
- نامه‌ی عشق
- یک‌روزی
- پایانِ غمگین
- اجرای میانی: مادر
- 할 말 (لئو)
- خودگسستگی (ان)
- هاید
- قاتلِ زیبا
- ابدیت (기적)
- ویدیوی پایانی: پایانِ دنیا
- خطا

- انکور استارلایت
- 이별공식 (معادله‌ی عشق)
- 오늘부터 내 여자 (از الان به بعد، تو مالِ منی)
- 대. 다. 나. 다. 너 (توی فوق‌العاده)

## تورِ زنده‌ی ژاپنِ ویکس - دیپِند آن ۲۰۱۶

### تاریخ تورها
| تاریخ         | شهر      | کشور | محل برگزاری                         | افراد حاضر |
| ------------- | -------- | ---- | ----------------------------------- | ---------- |
| ۲۴ مارس ۲۰۱۶  | اوزاکا   | ژاپن | اوریکس                              | نامشخص     |
| ۲۵ آوریل ۲۰۱۶ | اوزاکا   | ژاپن | اوریکس                              | نامشخص     |
| ۲۸ مارس ۲۰۱۶  | فوکوئوکا | ژاپن | زِپ فوکوکا                           | نامشخص     |
| ۲ مارس ۲۰۱۶   | تیهشی    | ژاپن | پلازای تویوهاشی                     | نامشخص     |
| ۱ مارس ۲۰۱۶   | یوکوهاما | ژاپن | سالن همایش های ملی پَسیفیکو یوکوهاما | نامشخص     |

## فانتزیِ زنده‌ی ویکس - الیسیوم
فانتزیِ زنده‌ی ویکس - الیسیومسومین کنسرت گروه ویکس می‌باشد.

### اصلی
1. "به زنجیر کشیده شده"
2. "تاریکی رو روشن کن"
3. "شبِ مخفی"

بخش اول (معرفی)
1. "عنکبوت"
2. "هزارتو"
3. "پس از تاریکی"
4. "هات ایناف"
5. "جداییِ بد"

بخش دوم
1. در یک شبِ بدونِ خواب (سولوی کن)(مون میونگ‌جین)
2. تله (سولوی لئو) (ساخته شده و نوشته شده توسط خودش)
3. "دِمن‌را" (سولوی راوی)

وی سی آر
1. "خیال"
2. "عاشقم باش"
3. "هیچ آفتابی نیست" (سولوی هونگ بین) (بیل ویچِرز)
4. "چون دوسِت دارم" (سولوی هیوک) (یو جه‌ها)
5. استیج رقص سولوی ان
6. "نورِ من"
7. "یک روز"
8. "ما، الان"
9. "دوباره و دوباره"
10. "عروسکِ افسون‌شده"
11. "هاید"

بخش سوم
1. "خطا"

انکور
1. "ابدیت"
2. "دینامیت"
3. "معادله‌ی عشق"
4. "بهشت"

### تاریخ تورها
| تاریخ       | شهر  | کشور      | محل برگزاری               |
| ----------- | ---- | --------- | ------------------------- |
| ۱۳ اوت ۲۰۱۶ | سئول | کره جنوبی | استادیومِ ژیمناستیکِ المپیک |
| ۱۴ اوت ۲۰۱۶ | سئول | کره جنوبی | استادیومِ ژیمناستیکِ المپیک |

### دی وی دی
در روز ۷ مارس ۲۰۱۷، ضبطی از این کنسرت در سئول با زیرنویس‌های کره‌ای، انگلیسی و چینی منتشر شد.
1. 사슬 (به زنجیر کشیده شده)
2. 어둠 속을 밝혀줘 (تاریکی رو روشن کن)
3. شبِ مخفی
4. عنکبوت
5. هزارتو
6. پس از تاریکی
7. هات ایناف
8. 손의 이별
9. سولو #۱ کِن - 잠 못드는 밤에
10. سولو #۲ لئو - تله
11. سولو #۳ راوی - دَمن‌را
12. خیال
13. عاشقم باش
14. سولو #۴ هونگ‌بین - هیچ آفتابی نیست
15. سولو #۵ هیوک - 사랑하기 때문에
16. سولو #۶ اِن - انسانیت رو نابود کن
17. نورِ من
18. یک روز
19. 지금 우린 (ما، الان)
20. 다칠 준비가 돼 있어 (دوباره و دوباره)
21. 저주 인형 (عروسکِ افسون‌شده)
22. هاید

1. خطا
2. 기적 (ابدیت)
3. 다이너마이트 (دینامیت)
4. 이별공식 (معادله‌ی عشق)
5. بهشت

- عکسبرداری
- ساخت کنسرت
- فانتزیِ زنده‌ی ویکس الیسیوم، چندزاویه [خیال] اِن / لئو / کِن / راوی / هونگ‌بین / هیوک

## شوکیس‌ها

### ویکس
| آلبوم                       | تاریخ                       | شهر                         | کشور                        | محل برگزاری                 |
| شوکیس‌های به زنجیر کشیده شده | شوکیس‌های به زنجیر کشیده شده | شوکیس‌های به زنجیر کشیده شده | شوکیس‌های به زنجیر کشیده شده | شوکیس‌های به زنجیر کشیده شده |
| --------------------------- | --------------------------- | --------------------------- | --------------------------- | --------------------------- |
| به زنجیر کشیده شده          | ۱۰ نوامبر ۲۰۱۵              | سئول                        | کره جنوبی                   | اَکس کره                     |
| شوکیس‌های به زنجیر کشیده شده |                             |                             |                             |                             |
| به زنجیر کشیده شده          | ۸ دسامبر ۲۰۱۵               | پکن                         | چین                         | —                           |
| به زنجیر کشیده شده          | ۱۳ دسامبر ۲۰۱۵              | شانگهای                     | چین                         | —                           |
| شوکیس‌های به من تکیه کن      |                             |                             |                             |                             |
| به من تکیه کن               | —                           | —                           | ژاپن                        | —                           |
| شوکیس‌های زلوس               |                             |                             |                             |                             |
| زلوس                        | ۱۹ مارس ۲۰۱۶                | سئول                        | کره جنوبی                   | مرکزِ هنریِ لوته کارت         |
| شوکیس‌های کراتوس             |                             |                             |                             |                             |
| کراتوس                      | ۳۱ اکتبر ۲۰۱۶               | سئول                        | کره جنوبی                   | سالنِ زنده‌ی یس‌۲۴             |

### ویکس ال آر
| آلبوم                         | تاریخ                 | شهر                   | کشور                  | محل برگزاری                 |
| شوکیس‌های دروغگوی زیبا         | شوکیس‌های دروغگوی زیبا | شوکیس‌های دروغگوی زیبا | شوکیس‌های دروغگوی زیبا | شوکیس‌های دروغگوی زیبا       |
| ----------------------------- | --------------------- | --------------------- | --------------------- | --------------------------- |
| دروغگوی زیبا                  | ۱۷ اوت ۲۰۱۵           | سئول                  | کره جنوبی             | سالنِ زنده‌ی یس‌۲۴             |
| شوکیس‌های دروغگوی زیبا در ژاپن |                       |                       |                       |                             |
| دروغگوی زیبا                  | ۶ ژانویه ۲۰۱۶         | ناگویا                | ژاپن                  | سالنِ الماسِ ناگویا           |
| دروغگوی زیبا                  | ۱۰ ژانویه ۲۰۱۶        | توکیو                 | ژاپن                  | تویوسو پیت                  |
| دروغگوی زیبا                  | ۱۵ ژانویه ۲۰۱۶        | اوزاکا                | ژاپن                  | سالن مدور پارک تجاری اوزاکا |

## فن میتینگ‌ها
| فن میتینگ                                        | تاریخ           | شهر                | کشور                                         |
| ------------------------------------------------ | --------------- | ------------------ | -------------------------------------------- |
| شبِ پرستاره در تایوان                             | ۶ آوریل ۲۰۱۴    | تایپه، تایوان      | مرکزِ مجمعِ بین‌المللیِ تایوان                   |
| ST★RLIGHT One Star First Meeting                 | ۳۰ آگوست ۲۰۱۴   | سئول، کرهٔ جنوبی    | سالن ورزشی هندبال المپیک SK                  |
| اولین فن‌میتینگِ ویکس در ژاپن ～استارلایت ～       | ۱۸ دسامبر ۲۰۱۴  | یوکوهاما، ژاپن     | سالن همایش های ملی Pacifico Yokohama         |
| جشنِ سالِ نوی ویکس "امیدوارم استارلایتم باشی" ۲۰۱۵ | ۴ ژانویه ۲۰۱۵   | بانگوک، تایلند     | سالنِ چِنگ‌واتانا                               |
| اولین فن‌پارتیِ ویکس در هنگ‌کنگ                     | ۱۷ ژانویه ۲۰۱۵  | هنگ کنگ            | مرکز بین المللی تجارت و نمایشگاه Kowloon Bay |
| مدرسه‌ی ویکس - دومین فن‌میتینگِ ویکس                | ۱۵ آگوست ۲۰۱۵   | سئول، کرهٔ جنوبی    | سالن صلح دانشگاه کیونگ هی                    |
| کنسرتِ کی‌پاپ ویکس در تورنتو                       | ۲۰ می ۲۰۱۶      | تورنتو، کانادا     | مرکز همایش مترو تورنتو                       |
| برنامه‌ی زنده‌ی ویکس در مکزیکو سیتی                | ۲۲ می ۲۰۱۶      | مکزیکو سیتی، مکزیک | پلازا کوندسا                                 |
| برنامه‌ی زنده‌ی ویکس در سنگاپور                    | ۲۹ می ۲۰۱۶      | سنگاپور            | مرکزِ مجمعِ مگاباکس                            |
| فضای بازِ مدرسه‌ی ویکس - سومین فن‌میتینگِ استارلایت  | ۱۹ ژوئن ۲۰۱۶    | سئول، کرهٔ جنوبی    | سالنِ ژیمناستیکِ المپیک                        |
| برنامه‌ی زنده‌ی ویکس در تایوان                     | ۳ جولای ۲۰۱۶    | تایپه، تایوان      | مرکز همایش های بین المللی تایوان             |
| ملاقاتِ زنده با ویکس در اروپا - اولین فن‌میتینگ    | ۱۷ سپتامبر ۲۰۱۶ | میلان، ایتالیا     | فابریک                                       |
| ملاقاتِ زنده با ویکس در اروپا - اولین فن‌میتینگ    | ۱۸ سپتامبر ۲۰۱۶ | پاریس، فرانسه      | کمدی                                         |
| میتینگِ فن‌ساینِ ویکس، کره رو حس کن قزاقستان        | ۲۴ سپتامبر ۲۰۱۶ | آستانه، قزاقستان   | سالن کنسرت مرکزی قزاقستان                    |
| برنامه‌ی زنده‌ی ویکس در هنگ‌کنگ 'دنیای زیرین'       | ۱۸ فوریه ۲۰۱۸   | هنگ کنگ            | نمایشگاه جهانی هنگ کنگ آسیا ۱۰               |